# Republikanska partiet
Republikanska partiet (engelska: Republican Party) eller Republikanerna är ett politiskt parti i USA, formellt bildat den 20 mars 1854. Partiet kallas även Grand Old Party (GOP).
Inom amerikansk politik är republikanerna den konservativa kraften av de två större partierna (republikanerna och demokraterna).
Den första republikanska presidenten var Abraham Lincoln, som valdes till USA:s 16:e president i presidentvalet 1860. Med undantag av demokraten Woodrow Wilsons presidentskap 1913–1921, dominerade partiet amerikansk politik under perioden 1896–1928. Nästa längre dominansperiod kom under 1980-talet med Ronald Reagan och George H.W. Bush. Under 2000-talet har partiet präglats av viss strid mellan olika falanger som den neokonservativa och Tea Party-rörelsen. I presidentvalet 2016 vann partiets kandidat Donald Trump, som installerades som USA:s 45:e president den 20 januari 2017.

## Historik

Politiska partiernas härledning i USA. Prickad linje betyder inofficiellt.

### Översiktlig utveckling
Det republikanska partiet grundades i Nordstaterna i och med att deras första partimöte hölls den 20 mars 1854 i en skola i Ripon i Wisconsin. Det första partikonventet ägde rum i Jackson i Michigan den 6 juli samma år. Partiet grundades kring det gemensamma slaverimotståndet, främst av före detta anhängare till Whigpartiet och Free Soil–partiet, men var inte abolitionistiskt. Det stod på konstitutionens grund och förklarade att det inte tänkte blanda sig i de enskilda staternas inre angelägenheter. Där slaveri var tillåtet kunde det fortsätta att bedrivas, men partiet uttalade sig med stor bestämdhet mot att införa slaveriet i nya områden.
Partiet nådde snabbt framgång och blev en viktig faktor i amerikansk politik. I presidentvalet 1860, det andra presidentvalet som partiet deltog i, valdes deras presidentkandidat Abraham Lincoln till USA:s 16:e president. Lincolns seger präglades av protester, med bland annat sju sydstater som lämnade den amerikanska unionen före Lincolns presidentinstallation i mars 1861. Konflikterna ledde senare till det amerikanska inbördeskriget i april 1861.
Efter inbördeskriget kom republikanerna att bli det starkare partiet i USA. Perioden 1896–1928 innehade partiet presidentposten samtliga mandatperioder med undantag för demokraten Woodrow Wilsons presidentskap 1913–1921, då de progressiva och konservativa falangerna inom partiet splittrades och partiet hade en kortare kris. Partiet återtog återförenat regeringsmakten i presidentvalet 1920 med stor majoritet under president Warren G. Harding. Den stora depressionen medförde bakslag för partiet och vid presidentvalet 1932 vann demokraten Franklin D. Roosevelt. Roosevelt och New Deal-reformerna medförde en längre tid av demokratisk dominans. Republikanerna befann sig i opposition fram till presidentvalet 1952, då generalen och politikern Dwight D. Eisenhower erövrade Vita huset med en i huvudsak moderat, försonlig agenda. Vicepresident Richard Nixon förlorade därefter presidentvalet 1960 med knapp marginal till demokraten John F. Kennedy, men fick revansch 1968. Nixons presidentskap innebar viss turbulens och han tvingades avgå 1974 efter Watergateskandalen.
Presidentvalet 1976 vanns av demokraten Jimmy Carter, som sedan besegrades 1980 av republikanen Ronald Reagan. Med Reagan tog partiet en mer konservativ riktning och under sin presidentkampanj framförde han tankar om ett "nytt republikanskt parti". Reagan innehade presidentämbetet i två mandatperioder fram till januari 1989. I presidentvalet 1984 vann han en jordskredsseger med seger i 49 av 50 delstater, vilket är den största segern någonsin i ett presidentval i USA. Reagan efterträddes av sin tidigare vicepresident George H.W. Bush, som var president fram till demokraten Bill Clintons seger i presidentvalet 1992. Efter två mandatperioder med Clinton vann republikanernas kandidat George W. Bush presidentvalet 2000. George W. Bushs presidentskap 2001–2009 innebar vissa omprövningar av partiets agenda, som påverkades i neokonservativ riktning, med stora motsättningar mellan olika falanger. I presidentvalet 2008 förlorade republikanerna mot demokraten Barack Obama och dess minoritet i kongressens båda kamrar försvagades, för att på nytt erövra representanthuset i kongressvalet 2010. Under Obamas presidentskap 2009–2017 växte den konservativa Tea Party-rörelsen fram i partiet. En rörelse som har ideologiska rötter i bland annat Newt Gingrichs kampanj med "Contract with America" i det framgångsrika kongressvalet 1994. I presidentvalet 2016 vann republikanen Donald Trump mot demokraten Hillary Clinton. Vid presidentvalet 2020 ställde han återigen upp, men förlorade mot demokraten Joe Biden. I samband med Presidentvalet i USA 2024 så ställde Donald Trump ännu en gång upp som kandidat för det republikanska partiet där han vann mot demokraten Kamala Harris.

### Väljarmönster

Röstresultat från presidentvalet 2016. Republikanska delstater är rödmarkerade, demokratiska delstater blå.

Det republikanska partiets starkaste stöd fanns till att börja med i Nordstaterna. Partiet kom efterhand att förknippas med industri- och finansintressena, även om en progressiv, starkt socialreformistisk riktning förkroppsligad av Theodore Roosevelt, Hiram Johnson och Robert M. La Follette gjorde sig gällande under det tidiga 1900-talet. Vid presidentvalet 1912 nominerade partiets olika falanger egna kandidater, med som följd att demokraterna kunde återvinna initiativet på det federala planet med en aktiv inrikes- och utrikespolitik som följd. Denna utveckling som befästes under Franklin D. Roosevelts långa administration samtidigt som den progressiva falangen inom republikanerna i stort sett dog ut och ersattes med en liberal, gentemot New Deal-programmet försonlig strömning ledd av Thomas Dewey, motsatt av en konservativ ledd av Robert Taft. Protektionismen var oavsett falang mer utbredd bland republikanerna än demokraterna, även om detta förändrats på senare år. I takt med detta har partiets väljarbas delvis förändrats. Det tidigare starka stödet i Nordstaterna och bland afroamerikaner minskade, samtidigt som stödet i Sydstaterna ökade då konservativa demokrater i viss utsträckning (men inte fullständigt) började rösta republikanskt som ett svar på att det demokratiska partiet kom att engagera sig starkare för federal sociallagstiftning och medborgarrättsslagar. I kongressen stödde republikanerna egentligen Civil Rights Act (1964) och Voting Rights (1965) i högre utsträckning än demokraterna, men Republikanernas presidentkandidat i presidentvalet 1964, Barry Goldwater, röstade emot Civil Rights Act, om än inte av ideologiska skäl. Detta räckte för att partiet det året för första gången sedan amerikanska inbördeskriget kom att göra ett genombrott bland vita väljare i södern.
I och med demografiska och politiska förändringar har partiets tidigare helt dominanta roll i det slavfria norr i hög grad förlorats, även om vissa delstater, till exempel New Hampshire bibehållit tydliga republikanska väljarmönster, till exempel i kongressvalet 2010, samt i borgmästarvalen i New York 1993, 1997, 2001 och 2005 (borgmästare Michael Bloomberg har sedan dess lämnat republikanerna och blivit oberoende). Mellanvästern har alltid varit ett starkt republikanskt fäste, medan Sydstaterna på senare år kommit att luta allt mer åt republikanerna. Denna utveckling har gått med ojämn hastighet; till exempel röstade det urbanare och moderatare Texas republikanskt redan 1928, medan konservativa Georgia fick sin första republikanska guvernör (efter rekonstruktionstiden) först 2003, efter 131 års demokratiskt styre.

## Politik
Inom amerikansk politik har republikanerna kommit att bli den konservativa kraften av de två större partierna. Partiet förespråkar låga skatter och är till skillnad från demokraterna skeptiskt till omfattande offentliga välfärdssystem. Vidare är partiet för ett starkt militärt försvar och var under regeringen George W. Bush för kriget mot terrorismen; tidigare har partiet varit emot militär inblandning i andra länders angelägenheter, något som åter nedtonats efter George W. Bushs avgång. Partiet brukar förknippas med värdekonservatism, baserat på ett traditionellt kristet perspektiv. Bland annat är partiets representanter ofta restriktiva i synen på samkönade äktenskap och aborter, även om det finns grupper inom partiet som både har en konservativare eller liberalare syn i dessa frågor. Under Donald Trumps ledning har partiet tagit en något mindre kritisk syn på abort, även om partiet i grunden alltjämt är abortkritiskt. Republikaner förespråkar också ofta friare vapenlagar. Generellt är republikanerna för kriget mot droger och emot legaliseringar av cannabis, även om republikanska väljare har blivit mer liberala i frågan de senaste åren. Republikanska väljare förespråkar också generellt en omfattande utvisning av illegala invandrare. Den republikanska plattformen 2024 har också invandring som en av sina absoluta huvudfrågor och fastslår att partiet ska arbeta för att stänga gränsen. Partiet är en stark förespråkare av Israel och att USA ska stödja Israel, men är mer delat när det gäller militärt stöd till Ukraina. Fler och fler republikaner har under 2024 kritiserat USA:s militära stöd till Ukraina.

### Europeiska motsvarigheter
Det har sagts att det republikanska partiet i vissa avseenden står längre till höger än partierna på högerkanten i Europa, där högerliberala ELDR och konservativa EPP står. Den nationalistiska falangen av partiet lyfte 2021 Viktor Orbáns Ungern som en förebild.

## Demografi
Demokraterna är populärare bland yngre amerikaner, och republikaner är populärare bland äldre amerikaner. Under 2006 vann republikaner 38 procent av väljarna 18-29 år.
Låginkomstväljare tenderar att rösta på demokraterna medan höginkomstväljare tenderar att stödja republikanerna.
Män är generellt mer benägna att stödja republikanerna medan kvinnor generellt är mer benägna att stödja demokraterna. Vita kvinnor utgör där ett undantag då de i något högre utsträckning stöttat republikanska kandidater under de senaste valen. Partiet har generellt ett högre stöd ibland vita och ett lägre stöd ibland minoriteter, en skillnad som minskade något vid presidentvalet 2020.

## Republikanska presidenter
| #  | President                        | Porträtt |
| -- | -------------------------------- | -------- |
| 16 | Abraham Lincoln (1861–1865)      |          |
| 18 | Ulysses S. Grant (1869–1877)     |          |
| 19 | Rutherford B. Hayes (1877–1881)  |          |
| 20 | James A. Garfield (1881–1881)    |          |
| 21 | Chester A. Arthur (1881–1885)    |          |
| 23 | Benjamin Harrison (1889–1893)    |          |
| 25 | William McKinley (1897–1901)     |          |
| 26 | Theodore Roosevelt (1901–1909)   |          |
| 27 | William H. Taft (1909–1913)      |          |
| 29 | Warren G. Harding (1921–1923)    |          |
| 30 | Calvin Coolidge (1923–1929)      |          |
| 31 | Herbert Hoover (1929–1933)       |          |
| 34 | Dwight D. Eisenhower (1953–1961) |          |
| 37 | Richard Nixon (1969–1974)        |          |
| 38 | Gerald Ford (1974–1977)          |          |
| 40 | Ronald Reagan (1981–1989)        |          |
| 41 | George H. W. Bush (1989–1993)    |          |
| 43 | George W. Bush (2001–2009)       |          |
| 45 | Donald Trump (2017–2021)         |          |
| 47 | Donald Trump (2025– )            |          |